# Joel Lundgren
Joel Lundgren är en svensk skådespelare.

## Filmografi
- 1989 – Klassliv (TV-serie)
- 2003 – Kommer du med mig då – Instruktören
- 2003 – Fan ta dom – raggare
- 2003 – Paragraf 9 (TV-serie) – Bojan
- 2004 – Fickpingis – brodern
- 2004 – Graven (TV-serie) – amatörarkeolog
- 2005 – Kvalster (TV-serie) – Roger
- 2006 – Snapphanar (TV-serie) – svensk officer
- 2007 – Beck – I Guds namn – Peter
- 2007 – Vaniljdrömmar – vårdare
- 2007 – Ett öga rött – fyllegubbe
- 2008 – Maria Wern - Främmande fågel – hotellreceptionist
- 2008 – Kärlek 3000
- 2012 – Arne Dahl: Ont blod (TV-serie) – plit